# マーモン・ヘリントン CTL

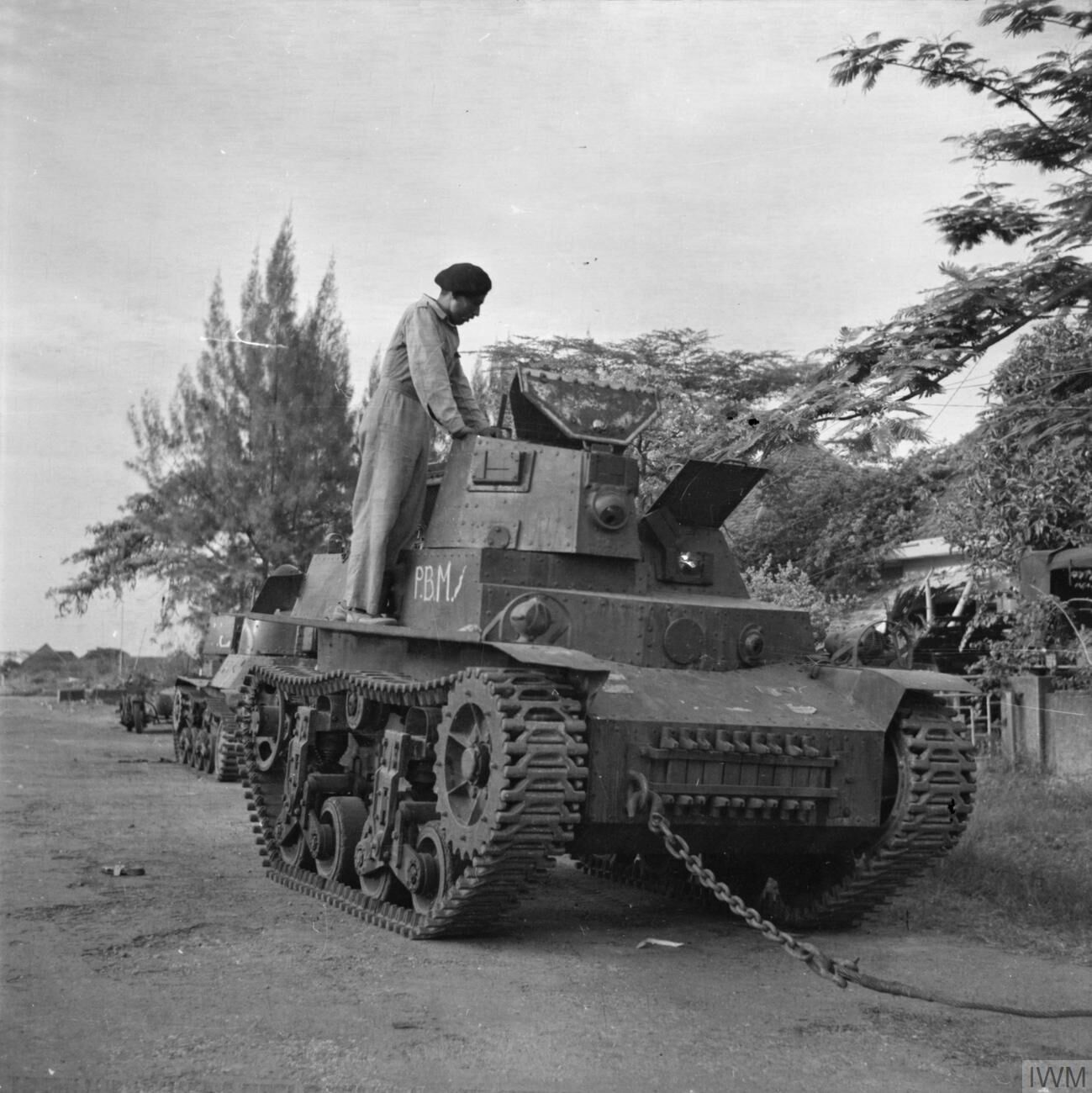
マーモン・ヘリントン CTLS-4TAY。1945年、スラバヤにて

マーモン・ヘリントン CTL（英：Marmon-Herrington Combat Tank Light）は、アメリカのマーモン・ヘリントン社が開発した豆戦車および軽戦車のシリーズである。

## 概要
CTLSは、第二次世界大戦中の1940年に、「王立オランダ領東インド陸軍（Koninklijk Nederlandsch-Indisch Leger、略称KNIL）」(植民地軍であるKNILはオランダ本国軍から分離した独自の装備体系をしており、太平洋での戦争が避けられなくなったとき、KNILは4つの機械化旅団を6つに再編成し、各旅団に合計90両の戦車を持つ2つの戦車大隊を編成することを決定し、トラック、トラクター、戦車など、大量の車両を新たに必要とした。しかし第二次世界大戦のために、本国オランダを含むヨーロッパ各国からの兵器供給が望めなくなり、供給能力に余裕のあるアメリカの、商用トラックの製造会社であるマーモン・へリントンに、CTLS-4TACとCTLS-4TAY 計234両、CTMS-1TB1 194両、MTLS-1G14 200両、合計628両の輸出用戦車を注文した。）からの発注を受け、440両ほど生産され、1942年3月に少数がオランダ領東インドに到着し配備されたが、日本軍に鹵獲されて日本軍によって現地で運用された。また、輸送中にKNILが日本軍に降伏したために配備が間に合わなかった残りの生産分はオーストラリアに訓練用戦車として配備された。
また、中国へのレンドリース向けに生産された車両を中国が受領を拒否したために、アメリカ陸軍が引き取って運用し、北方アメリカ領であるアリューシャン列島やアラスカに配備した。
より強力な戦車が米陸軍に配備されるようになると、その貧弱な武装と装甲から、アメリカ兵からは馬鹿にされたが、オランダ陸軍からは、ハーキュリーズエンジンから来る高い信頼性があり、評価は高かった。

## 設計
CTLSは乗員が2名で（そのためしばしば「Dutch two-man tanks（オランダ（人）の2人乗り戦車）」と呼ばれた）、左右並列に並んで配置され、車体上面に左右どちらかに偏って7.62mm機関銃M1919A4を1丁装備した1人用の小型砲塔が搭載されていた。砲塔は旋回式だが、隣に操縦手用のフードがあるため全周旋回はできない。操縦手側の車体前面には7.62mm機関銃M1919A4が2丁装備されている。
CTLSには2種類のバージョンがあり、ひとつは操縦手が右側配置（砲塔は左側配置）のCTLS-4TAC（T14）、もうひとつは操縦手が左側配置（砲塔は右側配置）のCTLS-4TAY（T16）である。アメリカ陸軍では砲塔の位置の違いにより、それぞれにT14とT16という型式名称を与えて識別していた。この違いは、ペアで運用することを前提としたものである。
足回りの構造はM2軽戦車の物を流用している。
 - 蘭印軍のCTLS-4TAC（T14）

## バリエーション
- CTL-1 - ポーランド軍向けに設計されたが、ポーランド軍に拒否された。1両のみ製造。
- CTL-2 - 装甲がわずかに厚いCTL-1。
- CTL-3 - A 豆戦車、12.7 mm（.50 cal）M2ブローニング機関銃1丁と.30 cal（7.62 mm）M1919機関銃2丁を装備。それは単なるプロトタイプであった。 5両は1936年に製造され、別の5両は1939年に製造された。それらは全て、1941年にCTL-3M基準にアップグレードされた。2つの戦車小隊にCTL-3が割り当てられた。全車両が1943年に廃棄された。これ以降の型はCTL-3を基本形とする発展型である。
- CTL-3A - CTL-3の改良版。改良点はサスペンション。
- CTL-3M - CTL-3の改良版。全てのCTL-3が、1941年に、この基準にアップグレードされた。
- CTL-3TBD - CTL-3のアップグレードバージョン。改良点はトラック、サスペンション、M2重機関銃の追加。 2挺のM2重機関銃は砲塔に搭載。生産されたのは5両だけで、全車両が1943年にサモアで廃棄された。
- CTL-4
- CTLS-4TAC - T14軽戦車。
- CTLS-4TAY - T16軽戦車。操縦手席と砲塔がCTLS-4TACの逆に配置された。
- CTL-6 - CTL-3の改良版。改良点はトラックとサスペンション。20両しか生産されなかった。サモアの2つの戦車小隊に配備された。全車両が1943年に現地で廃棄された。
- CTMS-1TB1 - 乗員3名。194両製造。
- CTVL
- MTLS-1G14 - 乗員4名。KNILの要請により開発され、1941年から1942年にかけて125両が製造された。旋回砲塔に37 mm連装自動砲を装備。リベット接合装甲25～38 mm、重量19トン、240馬力。1943年4月～11月まで試験された。実勢には投入されていない。

## 登場作品

### ゲーム
『World of Tanks』
派生型がアメリカ軽戦車MTLS-1G14として登場。